# Stachys spreitzenhoferi
Stachys spreitzenhoferi là một loài thực vật có hoa trong họ Hoa môi. Loài này được Heldr. miêu tả khoa học đầu tiên năm 1880.